# Yves-Thibault de Silguy

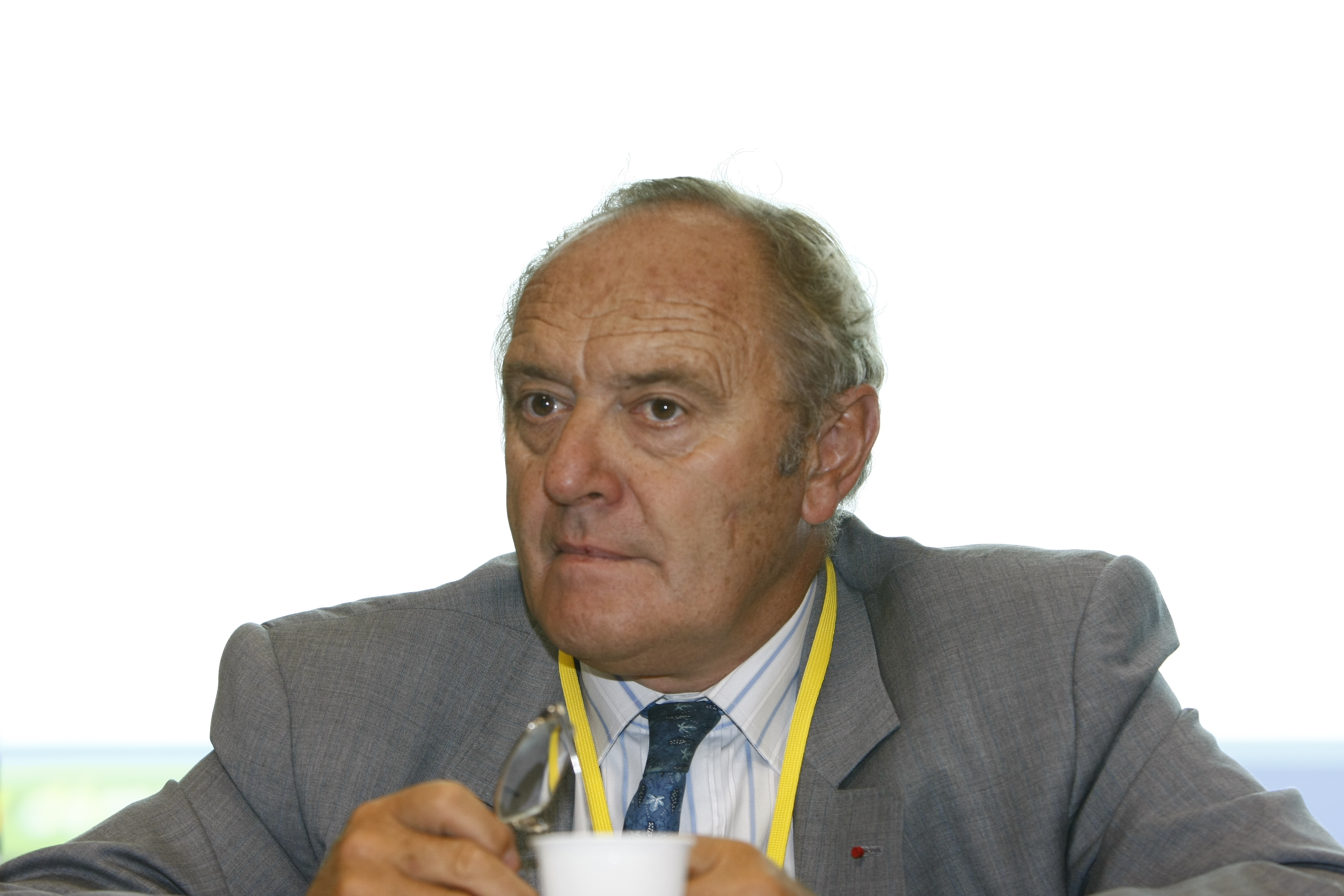
Yves-Thibault de Silguy (2008)

Yves-Thibault de Silguy (* 22. Juni 1948 in Rennes) ist ein französischer Politiker, Geschäftsmann und hoher Beamter.

## Biographie
Ab 1976 war er im französischen Außenministerium. Er arbeitete von 1981 bis 1984 in der EU-Kommission beim Wirtschaftskommissar François-Xavier Ortoli. 
Von 1995 bis 1999 war er Europäischer Kommissar für Finanzen, Wirtschaft und Währung. 1999 trat die Kommission zurück.